# 13 Stories and 13 Epitaphs
13 Stories and 13 Epitaphs là một cuốn truyện ngắn được viết bởi William T. Vollmann được xuất bản lần đầu tiên ở Anh vào năm 1991. Những câu chuyện, kể cả hư cấu và bán tự truyện, xoay quanh một loạt các chủ đề và được nhấn nhá bằng những đoạn trung gian ngắn liên quan đến những cái chết.